# Alosa kessleri
Alosa kessleri es una especie de pez de la familia Clupeidae en el orden de los Clupeiformes.

## Morfología
Los machos pueden alcanzar 52 cm de longitud total.

## Alimentación
Come principalmente pececillos y, en menor cantidad,  larvas de insectos y crustáceos (aunque estos últimos son la comida fundamental de la subespecie Alondra kessleri volgensis )

## Distribución geográfica
Se encuentra en el mar Caspio.

## Longevidad
Vive hasta los 8 años.

## Valía comercial
La carne de ' Alondra kessleri kessleri es conocida por ser la más sabrosa de todos los clupéidos del mar Caspio debido a su alto contenido de grasa (18,9% de su peso antes del período de desovar, después de éste solo representa un 1,5%).